# デイヴィッド・マルーフ
デイヴィッド・マルーフ（David George Joseph Malouf, 1934年3月20日 - ）はオーストラリアを代表する作家、詩人、劇作家。国際的にも高い評価を受けている。

## 略歴
クイーンズランド州ブリスベン生まれ。父方の祖先はキリスト教徒のレバノン人（1880年代にオーストラリアに移住）、母は英国で生まれたセファルディム（ポルトガルに祖先を持つユダヤ人）の子孫で第一次世界大戦直前にロンドンから移住してきた。姉がひとりいる（ジル・フィリップス）。
1955年にクイーンズランド大学を卒業後、同大学で2年間教鞭を執ったが、その後24歳でイギリスへ渡りロンドンとバーケンヘットで英語の教師を務める。1968年にオーストラリアへ戻り、シドニー大学と母校クイーンズランド大学で英文学を教える。1977年に教職を辞し、文筆活動に専念。以降、シドニーとイタリアのトスカナ地方を拠点として活動を続けていたが、近年、故郷のクイーンズランド州に戻り、ゴールドコーストで詩作を続けている。
なお、同性愛者であることを公表している 。
2000年にノイシュタット国際文学賞を受賞、長編小説 『異境』（1993）で国際IMPACダブリン文学賞を受賞、ブッカー賞の最終選考に残り、2008年には西オーストラリア州政府が一度だけ実施した「オーストラリア/アジア文学賞」の唯一の受賞者となった。

## 著作

### 長編小説
- Johnno （1975年、半自伝的小説）
- An Imaginary Life（1978年　ニューサウスウェールズ州首相文学賞）
- Fly Away Peter（1982年）
- Harland's Half Acre（1984年）
- The Great World（1990年　英連邦作家賞、フェミナ賞）
- 『異境』（現代企画室、2012年）Remembering Babylon（1993年　英連邦作家賞、国際IMPACダブリン文学賞、フェミナ賞、マイルズ・フランクリン賞、NSW州首相文学賞、ブッカー賞最終候補）
- The Conversations At Curlow Creek（1996年）
- Ransom（2009年）

### 短篇集
- Child's Play（1982年）
- Antipodes（1983年）
- Untold Tales（1999年）
- Dream Stuff（2000年　ラナン文学賞）
- Every Move You Make（2006年　クイーンズランド州首相文学賞）
- The Complete Stories（2007年　オーストラリア／アジア 文学賞、オーストラリア首相文学賞最終候補)

### 詩集
- Bicycle and Other Poems（1970年）
- The Year of The Foxes and Other Poems（1970年）
- Neighbours in a Thicket: Poems（1974年）
- Poems 1975-76（1976年）
- First Things Last（1980年）
- Wild Lemons: Poems（1980年）
- Selected Poems 1959-1989（1994年）
- Guide to the Perplexed and Other Poems（2007年）
- Typewriter Music（2007年）
- Revolving Days（2008年）
- Earth Hour（2014年）
- An Open Book (2018年）

### ノンフィクション
- 12 Edmondstone St（回想録 - 1985年　「キョーグル線」が『ダイヤモンド・ドッグ―「多文化を映す」現代オーストラリア短編小説集』に所収）
- A Spirit of Play - Boyer Lectures（1998年）
- Made in England（Quarterly Essay, Black Inc - 2003年）
- On Experience（Little Books on Big Themes - 2008年）
- The Happy Life（Quarterly Essay, Black Inc - 2011年）
- a first place（Knopf - 2014年）
- the writing life（Knopf - 2014年）
- being there（Knopf - 2015年）

### 脚本
- Blood Relations（1988年）

### オペラ台本
- Voss（1986年）
- Mer de Glace（1991年）
- Baa Baa Black Sheep（1993年）
- Jane Eyre（2000年）